# Estació de Cornellà Centre
Cornellà (rodalia) o Cornellà Centre (Metro i TRAM) és un intercanviador multi-modal situat al centre de Cornellà de Llobregat. És punt d'enllaç (i capçalera) de la Línia 5 del metro de Barcelona amb dues línies de Rodalies de Catalunya, la R1 i la R4 i dues línies del Trambaix, T1 i T2. L'edifici de l'estació de la RENFE està catalogat a l'Inventari del Patrimoni Arquitectònic de Catalunya.
És l'estació central de Cornellà de Llobregat, encara que no és l'única, ja que Cornellà té dues estacions més de metro i dues del Metro del Baix Llobregat de FGC: Cornellà-Riera i Almeda situades a la zona sud del municipi.
L'any 2016, l'estació de Rodalies va registrar l'entrada de 1.235.000 passatgers i la del Metro va registrar-ne 2.689.421.

## Situació

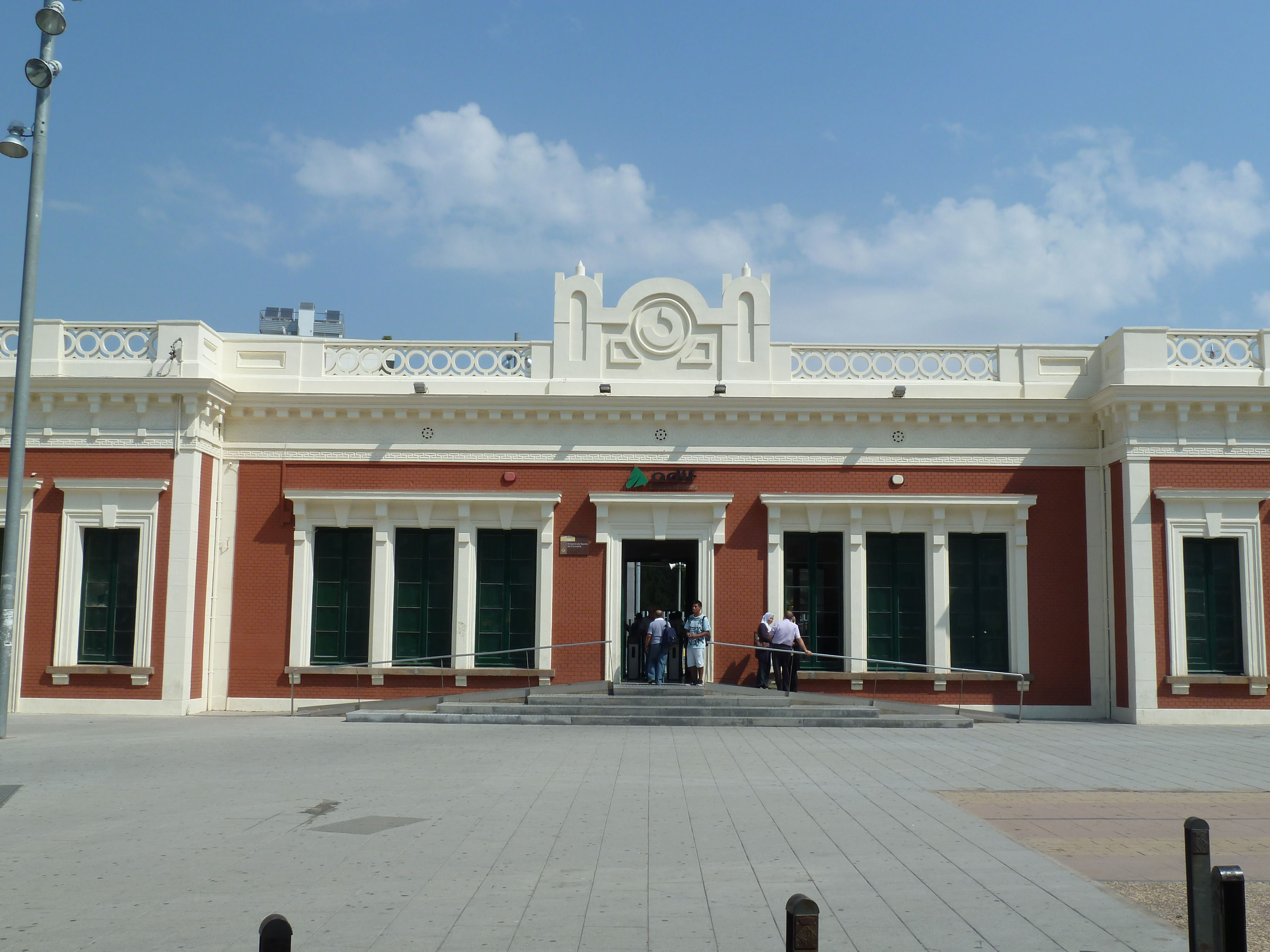
Entrada a l'estació de rodalia de les línies R1 i R4

Les estacions estan als voltants de la Plaça de l'Estació de Cornellà de Llobregat en tres nivells diferents. L'estació de Rodalies Renfe està situada en superfície, a la part nord de la plaça.
En el nivell de sota trobem l'estació del Tram, que està semi-soterrada al trobar-se en un túnel de vianants paral·lel a un túnel que fa de variant de la Carretera d'Esplugues pel centre del municipi per als vehicles inaugurat el 2004, que ha permès la reducció del trànsit pel centre de Cornellà de Llobregat. En aquest nivell també està el vestíbul de l'estació del metro, que fa que les estacions de tram i metro comparteixin accessos i que el transbord entre aquestes sigui molt curt.
A més el túnel va permetre obrir nous accessos a l'estació del metro, que fan que tingui una millor comunicació amb la zona nord de la ciutat, tant a la boca nord (Barris Gavarra i Pedró), on a més disposa d'un accés amb escalinates, escales mecàniques i ascensor al carrer Catalunya, com a la boca sud (Barri Centre), a més de mantenir-se l'accés des de la Plaça de l'Estació.

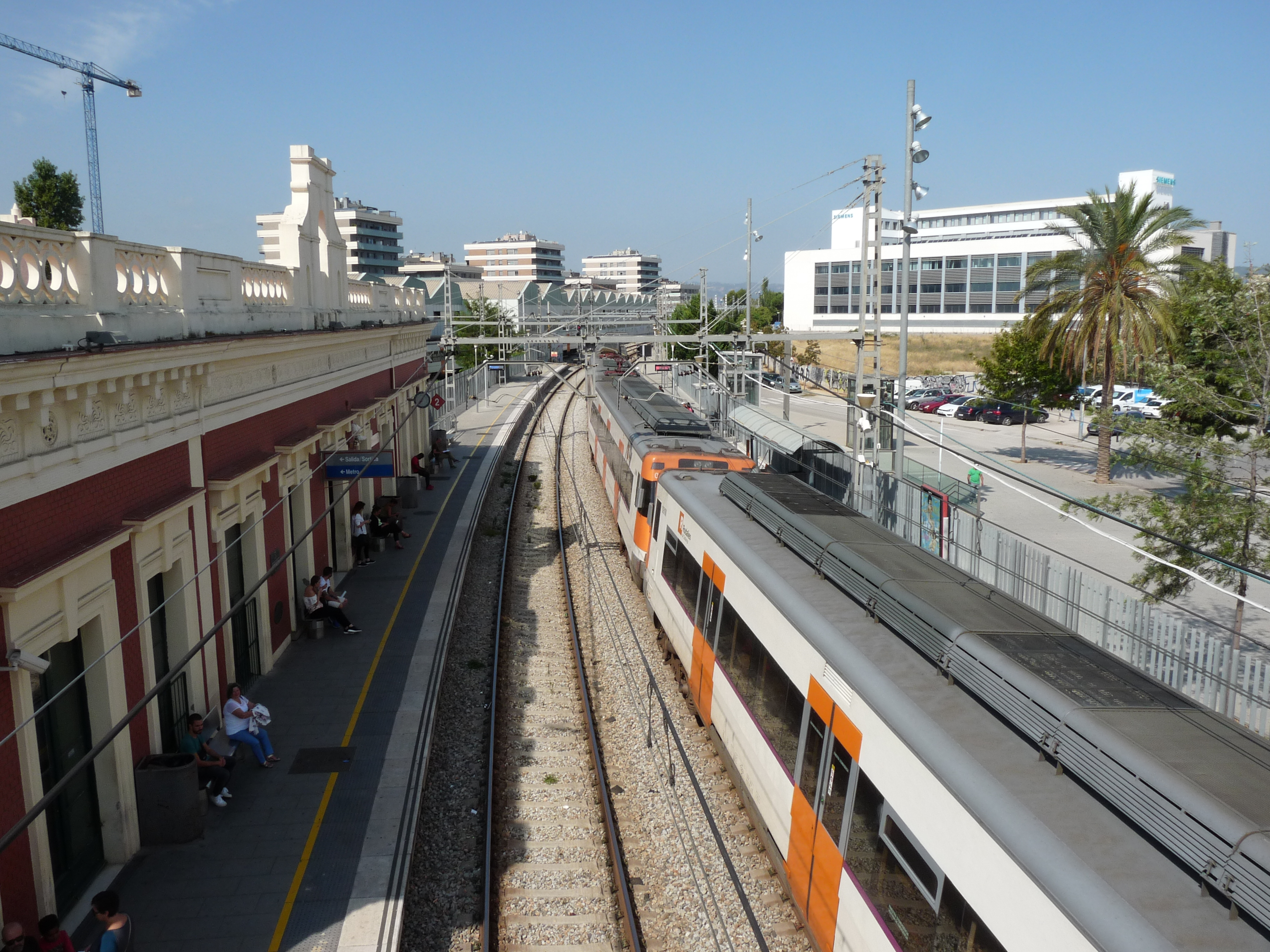
Tren a l'estació de rodalia

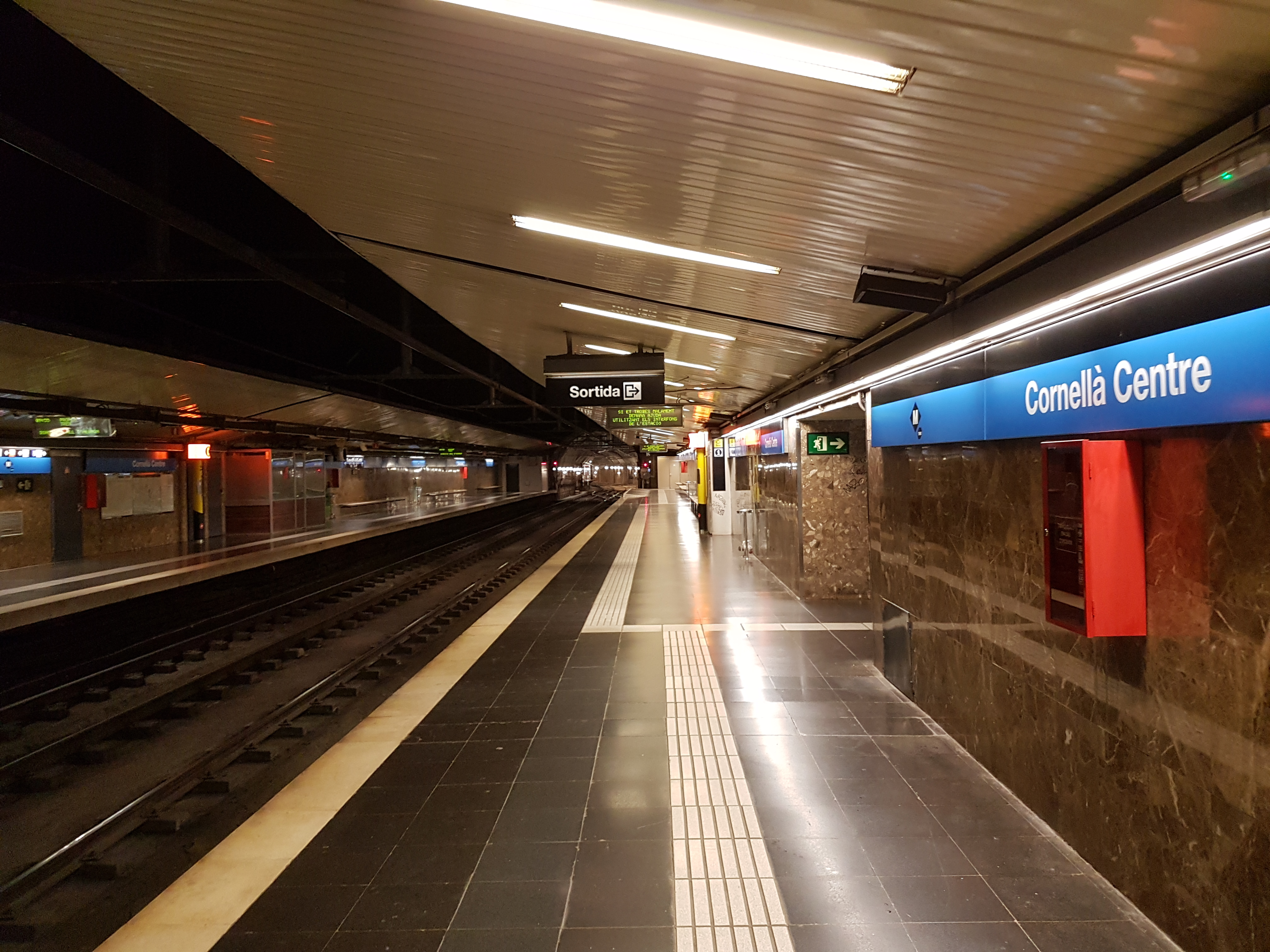
L'estació de metro Cornellà Centre de la L5

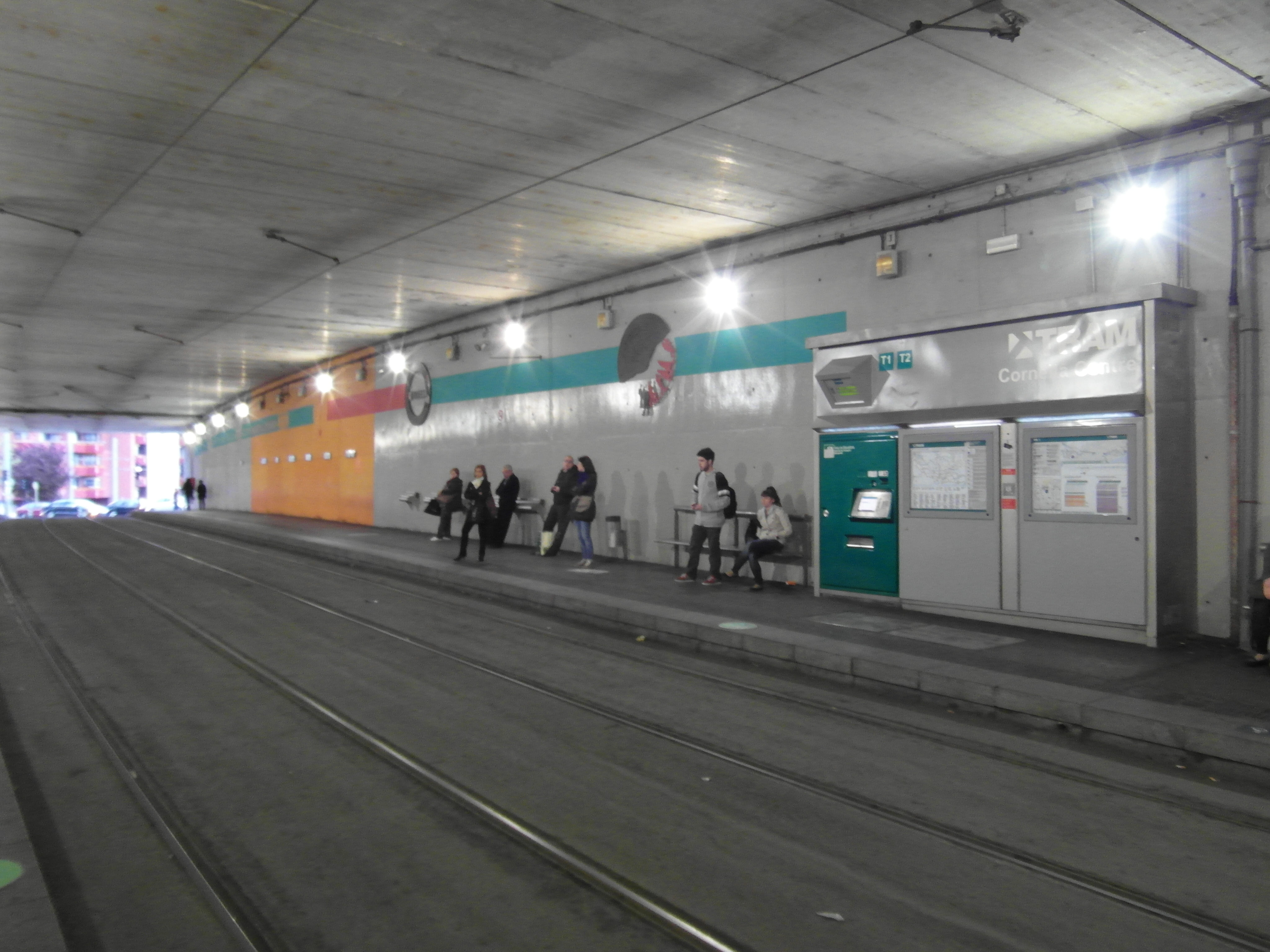
L'estació de tramvia Cornellà Centre de les línies T1 i T2

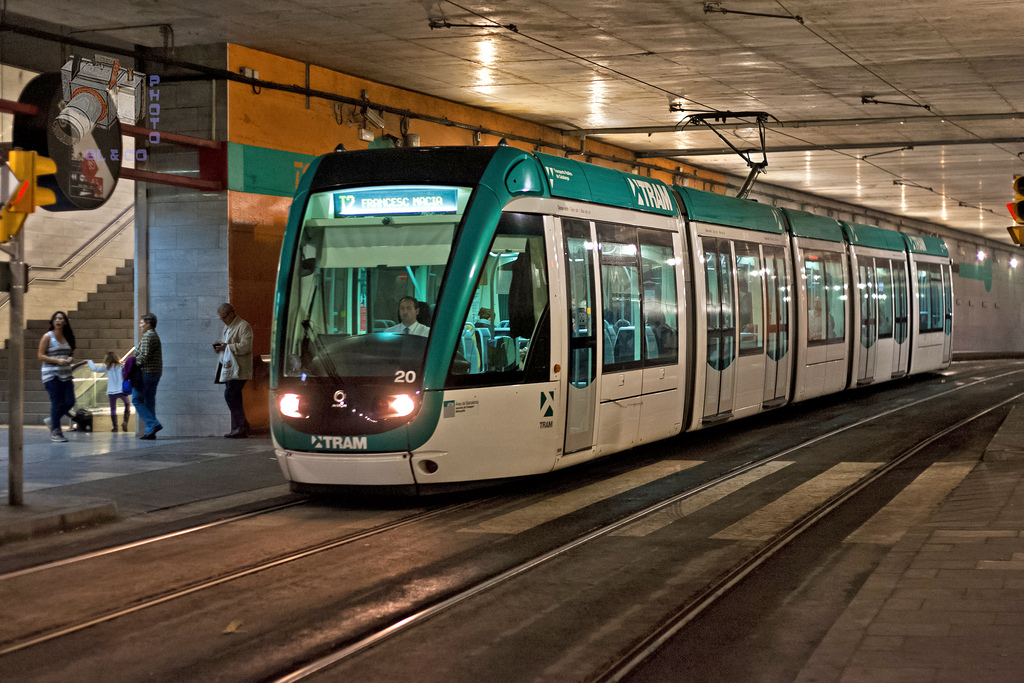
Tramvia T2 sortint de l'estació direcció Francesc Macià

## Estació de tren
L'estació de ferrocarril existeix des del 1854 quan es va obrir el tram Barcelona-Molins de Rei de la línia de Vilafranca, que uneix Barcelona i Sant Vicenç de Calders per l'interior a través de les comarques del Baix Llobregat, Alt Penedès i Baix Penedès. Aquesta és l'estació de passatgers que es construí el 1855, quan el ferrocarril de la línia Barcelona-Tarragona va arribar a Cornellà. Des d'aquella data no ha sofert modificacions en la seva estructura externa, només actualitzacions per millorar la informació i servei al seu interior. Aquesta forma part del nucli de rodalia d'ençà que es va crear durant els anys vuitanta. L'estació té només un accés situat a la Plaça de l'Estació, aquesta disposa de taquilla-cafeteria, màquines d'auto-venda, barreres tarifàries i pas subterrani entre andanes que des de gener de 2009 està adaptat a PMR, a més com a causa de les obres del nou viaducte de la línia a Cornellà s'han elevat les andanes de l'estació i ja està adaptada a PMR.

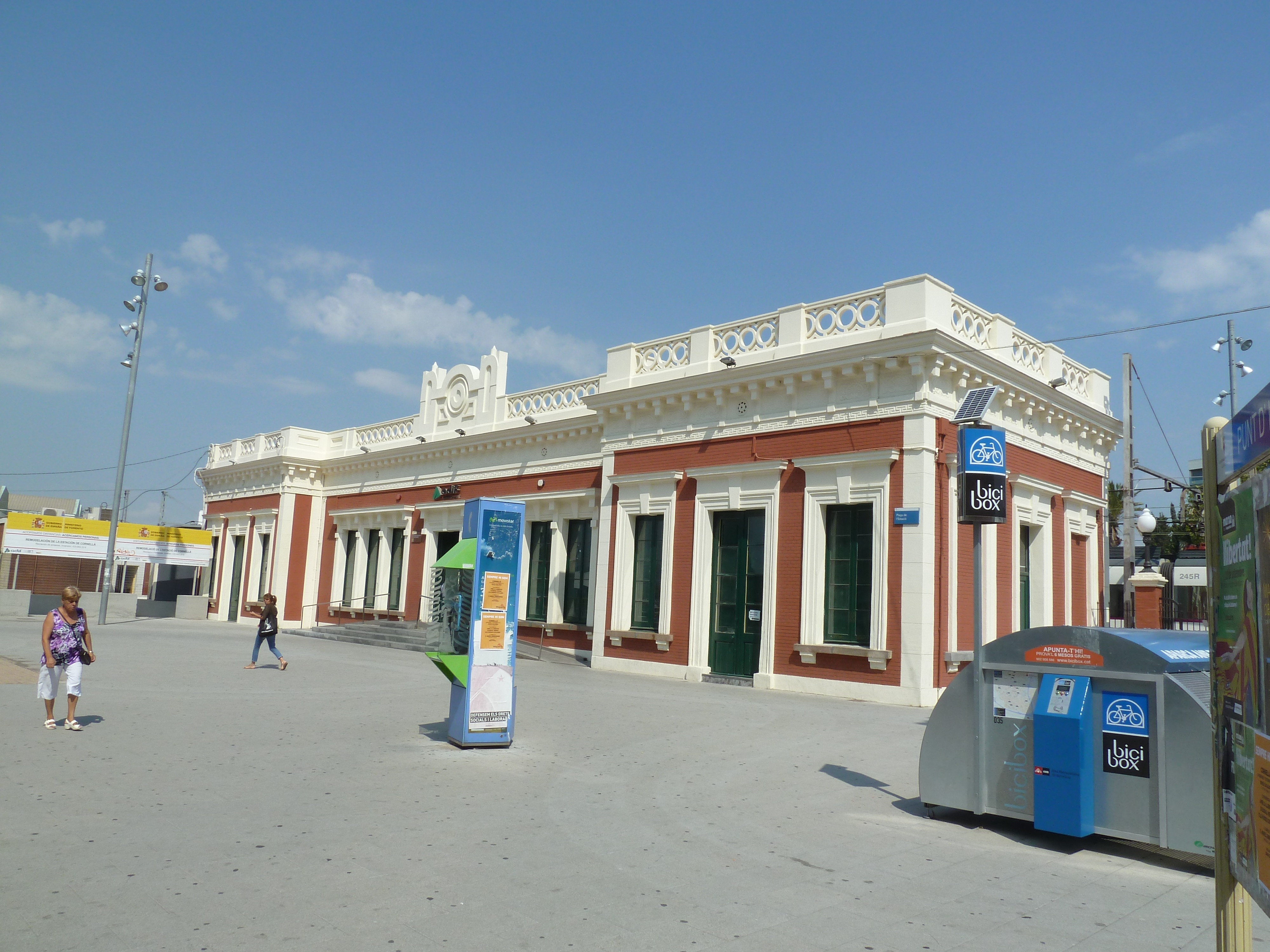
Edifici de l'estació de ferrocarril

Es tracta d'un edifici d'una sola planta, organitzat longitudinalment en tres cossos. La coberta és de terrat pla amb baranes calades de maó, dibuixant fileres de cercles secants. El cos central es troba enfonsat uns dos metres en relació als cossos laterals, dinamitzant així la marcada horitzontalitat dels volums. Aquesta es remarca per una cornisa amb mènsules que s'estén per tota la façana, d'inspiració neoclàssica i neobarroca, que es manifesta també en els muntants i llindes de les portes i finestres. La simetria del conjunt es ressalta remarcant l'eix vertical de la porta central, de dimensions iguals a les laterals, però coronada per un frontó de línies ondulants. L'aplicació massiva del maó com a material principal de construcció (vist i pintat o arrebossat) és típica de l'aplicació de materials industrials a les construccions del segle xix.
Actualment l'edifici de l'estació de Cornellà és, juntament amb la de Molins de Rei, el més antic de Catalunya i d'Espanya que es conserva dels inicis del ferrocarril, després de l'enderroc de la de Sant Feliu de Llobregat.

## Estació del Metro
L'estació de la L5 del metro existeix des de 1983 amb l'ampliació de la L5 fins aquesta estació des de Sant Ildefons. Quan es va inaugurar només disposava d'un accés des de la Plaça de l'Estació, però el 2004 es va fer un vestíbul nou amb dos accessos, un des de la Plaça de l'Estació on es pot transbordar amb Rodalies i un altre des del túnel urbà de Cornellà, per on s'accedeix al Tram i als diferents accessos del túnel, esmentats anteriorment. A més l'estació disposa de màquines d'auto-venda de bitllets i accés a les andanes mitjançant escalinates, escales mecàniques i ascensors, que fan que estigui totalment adaptada a PMR. Per acabar l'estació en ser capçalera de línia disposa de cua de maniobres.

## Estació del Trambaix
La parada del Trambaix es va inaugurar el 2004 i està semi-soterrada al túnel urbà de Cornellà de Llobregat. Com totes les estacions del tram disposa de màquines d'auto-venda i de pantalla d'informació del temps d'espera dels propers tramvies, a més té transbord directe amb el metro.

## Serveis ferroviaris
| Procedència/Destinació                                  | <               | Línia                | >                         | Procedència/Destinació |
| ------------------------------------------------------- | --------------- | -------------------- | ------------------------- | ---------------------- |
| Metro de Barcelona                                      |                 |                      |                           |                        |
| terminal                                                | terminal        |                      | Gavarra                   | Vall d'Hebron          |
| Trambaix                                                |                 |                      |                           |                        |
| Francesc Macià                                          | Ignasi Iglésias |                      | Les Aigües                | Bon Viatge             |
| Francesc Macià                                          | Ignasi Iglésias | Llevant - les Planes | Les Aigües                |                        |
| Rodalia de Barcelona                                    |                 |                      |                           |                        |
| Molins de Rei                                           | Sant Joan Despí |                      | L'Hospitalet de Llobregat | Mataró                 |
| Sant Vicenç de Calders Vilafranca del Penedès Martorell | Sant Joan Despí |                      | L'Hospitalet de Llobregat | Terrassa Manresa       |

## Accessos
- Plaça de l'Estació
- Carrer Catalunya
- Carretera d'Esplugues (Boca Nord del túnel)
- Carretera d'Esplugues (Boca Sud del túnel)

## Autobusos
Als voltants de l'estació, a la superfície circulen diverses línies d'autobusos diürns i nocturns.
| Línia       | <<                                    | >>                              | Operador     | Observacions                            |
| ----------- | ------------------------------------- | ------------------------------- | ------------ | --------------------------------------- |
| Bus TMB     |                                       |                                 |              |                                         |
| 57          | Cornellà (Estació d'Autobusos)        | Collblanc                       | TMB          |                                         |
| 67          | Cornellà (Estació d'Autobusos)        | Plaça Catalunya                 | TMB          | Per Sant Ildefons i Avinguda Diagonal   |
| 68          | Cornellà (Estació d'Autobusos)        | Plaça Catalunya                 | TMB          | Per Carretera d'Esplugues i Via Augusta |
| Urbans      |                                       |                                 |              |                                         |
| 94          | Cornellà (Barri Almeda)               | Cornellà (Barri Almeda)         | TMB          | Circular Sentit Horari                  |
| 95          | Cornellà (Barri Almeda)               | Cornellà (Barri Almeda)         | TMB          | Circular Sentit Antihorari              |
| Interurbans |                                       |                                 |              |                                         |
| L52         | L'Hospitalet (Ciutat de la Justícia)¹ | Sant Feliu (Plaça Pere Dot)     | Oliveras, SL |                                         |
| L74         | Cornellà (Sant Ildefons)              | Sant Boi (Plaça Forces Armades) | Oliveras, SL | Per Carretera d'Esplugues               |
| L75         | Cornellà (Sant Ildefons)              | Sant Boi (Plaça Forces Armades) | Oliveras, SL | Per Avinguda del Parc                   |
| L77         | Sant Joan Despí (Hospital Comarcal)   | Aeroport T2 - T1                | Oliveras, SL | Cada 30 minuts                          |
| L82         | L'Hospitalet (Ciutat de la Justícia)¹ | Gavà (Avinguda l'Eramprunyà)    | Mohn, SL     | Per Almeda                              |
| L85         | L'Hospitalet (Ciutat de la Justícia)¹ | Gavà (Avinguda l'Eramprunyà)    | Mohn, SL     | Per Sant Ildefons                       |
| Nitbús      |                                       |                                 |              |                                         |
| N13         | Barcelona (Plaça Catalunya)           | Sant Boi (Ciutat Cooperativa)   | Mohn, SL     |                                         |
| N14         | Barcelona (Plaça Catalunya)           | Castelldefels (Centre)          | Mohn, SL     |                                         |

1. Els autobusos L52, L82 i L85 només tenen com a capçalera L'Hospitalet (Ciutat de la Justícia) de dilluns a divendres feiners, la resta de dies tenen com a capçalera L'Hospitalet (Santa Eulàlia).